# Neomochtherus quettanus
Neomochtherus quettanus är en tvåvingeart som beskrevs av Tsacas 1968. Neomochtherus quettanus ingår i släktet Neomochtherus och familjen rovflugor. Inga underarter finns listade i Catalogue of Life.